# Euramérica
Euramerica, também conhecida como Laurússia foi um supercontinente menor formado durante o Devónico como resultado da colisão entre os crátons Laurência, Báltica e Avalónia (Orogenia Caledoniana).

## Geologia

Euramérica durante o Devónico

A Euramérica tornou-se parte do grande supercontinente Pangaea durante a era do Pérmico. Durante o Jurássico, quando a Pangaea se separou em dois continentes, Gondwana e Laurásia, a Euramerica tornou-se parte da Laurásia. Durante o Cretácico, a Laurásia separou-se nos continentes da América do Norte e Eurásia.

## Biologia
Há 300 milhões de anos, durante o Carbónico tardio, a floresta tropical estava disseminada pelo equador da Euramerica. Quando o clima se tornou árido ocorreu uma mudança brusca e intensa na vegetação. A floresta fragmentou-se e as lycopodiophyta que dominavam as terras húmidas retrairam-se, sendo substituídas maioritariamente por fetos. Ocorreu também uma grande perda de diversidade anfíbia e simultaneamente o clima seco possibilitou a diversificação de répteis.